# Наноскопічний масштаб

Порівняння масштабів різних біологічних та технологічних об'єктів.

Наноскопічний масштаб (англ. nanoscopic scale) — використовується в технологічних структурах, в яких лінійний масштаб становить 1-100 нанометрів (характерний для нанотехнологій). Наноскопічний масштаб, грубо кажучи є нижня межа для мезоскопічного масштабу, характерному для більшості твердих тіл.

## Сутність
Для технічних цілей, наноскопічний масштаб пов'язаний з розмірами, в яких можливі природні флюктуації середніх значень фізичних величин, що мають відношення до руху та поведінки окремих часток (їх моделювання вже не може бути передбачене в межах точності в декілька процентів). Тому в кожному окремому випадку можлива тільки груба оцінка попередніх значень.